# Гаррі Поттер і філософський камінь
«Га́ррі По́ттер і філосо́фський ка́мінь» (англ. «Harry Potter and the Philosopher's Stone», заголовок американського видання «Гаррі Поттер і камінь чарівника»: «Harry Potter and the Sorcerer's Stone») — перший роман серії «Гаррі Поттер» британської письменниці Дж. К. Ролінґ. Опублікований 30 червня 1997 року видавництвом «Блумсбері Паблішинґ» у Лондоні. У 2001 році було випущено однойменний художній фільм на основі роману.
Українською мовою роман було перекладено Віктором Морозовим і опубліковано видавництвом «А-БА-БА-ГА-ЛА-МА-ГА» 13 квітня 2002 року.

## Сюжет

### Початок
На початку роману світ чарівників святкує поразку Лорда Волдеморта, могутнього і жорстокого злого чарівника. Вбивши Лілі та Джеймса Поттерів, Волдеморт намагається покінчити з їхнім однорічним сином Гаррі, але закляття смерті обертається проти нього самого, знищивши його тіло і залишивши шрам у формі блискавки на чолі дитини. Професори Албус Дамблдор і Мінерва Макґонеґел, а також лісник Рубеус Геґрід залишають Гаррі коло дверей будинку його родичів-маґлів. Тітка Гаррі Петунія Дурслі є сестрою Лілі Поттер, хоча вона ніколи не почувала симпатії до чарівниці. Дурслі вирішують приховати від Гаррі правду про його батьків, переконавши його, що ті загинули в автокатастрофі. Протягом всього дитинства вони поводяться з ним украй неласкаво, водночас приділяючи надмірну увагу своєму синові Дадлі.
За кілька днів до свого 11-го дня народження Гаррі отримує загадкового листа, адресованого йому особисто. Прочитавши листа, розлючений дядько Вернон спалює його, не давши Гаррі навіть глянути. Втім, протягом наступних днів надходять нові листи у незліченній кількості. Рятуючись від химерної кореспонденції, Дурслі разом із Гаррі переховуються в хатинці на маленькому острові в океані. У ніч перед днем народження Гаррі до хатини вдирається Геґрід. Нейтралізувавши Дурслі, він дає Гаррі змогу нарешті прочитати листа, який виявляється запрошенням вступити до «Школи Чарів і Чаклунства Гоґвортс». Наступного ранку Гаррі з Геґрідом вирушають до Лондона, де крізь чарівний паб «Дірявий казан» потрапляють на Алею Діаґон з метою купити необхідні для навчання речі за гроші, залишені Гаррі у спадок померлими батьками. Уперше потрапивши до світу чарівників, Гаррі з подивом дізнається, що є відомою особою (через перемогу над Волдемортом) і знайомиться з гоґвортським викладачем захисту від темних мистецтв професором Квірелом. Місяць потому на Гоґвортському експресі, який вирушає з «платформи № 9¾» на вокзалі Кінґс Кросс, Гаррі вирушає до школи. У потязі він знайомиться зі своїми майбутніми друзями Роном Візлі, забудькуватим і незграбним Невілом Лонґботомом і здібною юною чарівницею з маґлівської родини Герміоною Ґрейнджер.

### Вступ до Гоґвортсу
Після прибуття Сортувальний Капелюх призначає Гаррі, Рона, Герміону і Невіла у Ґрифіндор — один із чотирьох гоґвортських гуртожитків. Драко Мелфой, пихатий і зухвалий однокурсник Гаррі, отримує призначення в інший гуртожиток — Слизерин, який славиться тим, що звідти випустилися усі темні чаклуни, зокрема і Волдеморт. У кінці першого тижня Гаррі та Рон дізнаються, що банк чарівників Ґрінґотс було пограбовано, зокрема грабіжники відвідали той самий сейф, у якому перед тим побували Гаррі з Геґрідом. Згодом Гаррі відкриває в собі талант до літання на мітлі і стає ловцем ґрифіндорської команди з квідичу.
Одного пізнього вечора Гаррі, Рон і Герміона випадково потрапляють до забороненого для відвідування учнями коридору, де бачать велетенського триголового пса, якого Геґрід називає Флафі. Пес охороняє люк, що веде донизу. У вечір Гелловіну професор Квірел прибігає на бенкет і лементує, що у підвалі замку вирвався на волю троль. Тимчасом як усіх студентів розводять по гуртожитках, Рон і Гаррі, згадавши, що ображена Роном Герміона ховається у дівочому туалеті й не знає про троля, поспішають на допомогу. Вступивши в бійку з тролем, хлопці рятують Герміону. Згодом, коли професорка Макґонеґел вимагає пояснень, чому вони не повернулися до свого гуртожитку, Герміона бере провину на себе, внаслідок чого всі троє стають найкращими друзями.

### Підозри
Під час першого матчу з квідичу мітла Гаррі виявляється зачарованою і мало не скидає його на землю з великої висоти. Запідозривши в цьому професора Снейпа, який від самого початку ставився до Гаррі упереджено, Герміона за допомогою чарів підпалює його мантію (водночас випадково збивши з ніг професора Квірела). Гаррі вдається впоратися з мітлою і впіймати золотого снича, вигравши матч.
На Різдво Гаррі отримує від невідомого відправника подарунок — плащ-невидимку, що колись належав його батькові. З його допомогою, Гаррі пробирається до забороненої для учнів секції бібліотеки, щоб знайти інформацію про чарівника, на ім'я Ніколас Фламель, якого згадував Геґрід, розповідаючи про Флафі. Згодом, ховаючись від сторожа Філча, Гаррі потрапляє до кімнати, де заховано чарівне Дзеркало Яцрес, в якому він бачить своїх батьків живими. Пізніше, прийшовши до дзеркала разом із Роном, він з'ясовує, що дзеркало показує кожному індивідуальні образи. Дамблдор, знайшовши Гаррі в кімнаті, пояснює, що дзеркало показує найглибші бажання серця, і наказує перенести його в інше, недоступне приміщення. Зрештою, Гаррі дізнається, що Ніколас Фламель є винахідником філософського каменя, з якого можна приготувати еліксир безсмертя.
Гаррі стає свідком того, як Снейп намагається вивідати у Квірела спосіб пройти повз Флафі, проте Квірел наполягає на тому, що нічого не знає. Гаррі, Рон і Герміона доходять висновку, що Снейп намагається викрасти філософський камінь з метою відновити могутність Волдеморта, хоча Геґрід рішуче заперечує це. Відвідуючи Геґріда, трійця дізнається, що той тримає в себе яйце дракона, з якого незабаром має вилупитися маля. Згодом на світ з'являється «норвезький хребтоспин», якого Геґрід нарікає Норбертом. Друзі занепокоєні, адже вирощування драконів є забороненим для чарівників. Їм вдається переконати Геґріда відправити Норберта до Румунії, де старший брат Рона Чарлі займається дослідженням драконів.
За порушення правил шкільного режиму Гаррі, Герміоні і Рону, а також Драко, який доніс на них, призначають покарання, що полягає у допомозі Геґріду в догляді за магічними тваринами в Забороненому Лісі. Гаррі помічає загадкову постать у каптурі, що п'є кров у пораненого єдинорога, і відчуває при цьому біль у шрамі на чолі. Кентавр Фіренце розповідає Гаррі, що вбивство єдинорога є жахливим злочином і що пиття його крові рятує життя навіть у найбезнадійніших випадках, хоча й накладає вічне прокляття.

### Філософський камінь
Гаррі, Рон і Герміона дізнаються, що Геґрід отримав яйце дракона від незнайомця в каптурі, повідомивши йому, як пройти повз Флафі, і розуміють, що викрадення філософського каменя є неминучим. Учні розповідають про це професорці Макґонеґел, але та запевняє їх, що камінь у цілковитій безпеці. Також вона повідомляє їм, що директор Гоґвортса професор Дамблдор щойно вирушив з важливим завданням до Міністерства магії. Впевнені в тому, що виклик Дамблдора є фальшивим, трійця вирішує завадити Снейпу в крадіжці каменя. Намагаючись дістатися каменя першими, вони проходять низку складних магічних випробувань і пасток, подолати які їм допомагає талант і розум Герміони, а також майстерність Рона в шахах. Гаррі дістається кінцевої мети сам-один. У кімнаті він стикається з професором Квірелом і з'ясовує, що саме він, а не Снейп, мав намір викрасти камінь, тоді як Снейп весь час захищав його. Останнім випробуванням є Дзеркало Яцрес, глянувши в яке, Гаррі виявляє філософський камінь у своїй кишені. Аж тут він стикається з вцілілим Лордом Волдемортом, який заволодів тілом і волею Квірела і з'являється у вигляді жахливого обличчя на його потилиці. Волдеморт повідомляє Гаррі, що його мати загинула, захищаючи його. За наказом Волдеморта Квірел намагається вбити Гаррі, але не може, оскільки, торкаючись його, відчуває нестерпний біль. Дамблдор вчасно з'являється і рятує Гаррі. Волдеморт полишає тіло Квірела, який вмирає.

### Наслідки
Дамблдор підтверджує, що Лілі Поттер загинула, захищаючи свого сина. Її чиста жертовна любов наділила Гаррі магічною здібністю, внаслідок якої Волдеморт не може торкнутись його, не відчуваючи страшного болю. Дамблдор також повідомляє, що філософський камінь буде знищено, аби Волдеморт не спробував знову ним заволодіти. На питання Гаррі, чому Волдеморт прагнув убити його у віці немовляти, Дамблдор обіцяє відповісти, коли Гаррі стане старшим.
На урочистому бенкеті, де підбиваються підсумки навчального року, Дамблдор оголошує про додаткові очки, які заробили для свого гуртожитку Гаррі, Рон, Герміона і Невіл, що дає Ґрифіндору змогу отримати Кубок Гоґвортсу.

## Текстуальні розбіжності
Американське видання оригінальної версії роману містить опис зовнішності ґрифіндорського учня Діна Томаса, яке було вилучено редактором британського видання.
В українському перекладі, виконаному на основі британського видання, ця фраза також відсутня.
В американському виданні також змінена назва книги, оскільки поняття філософського каменю вважається надто складним для американських дітей, замінені назви солодощів, таким чином, щоб вони асоціювалися зі знайомими американцям, замість слова «футбол» вживається слово «сокер» тощо. Ці корективи зазнали критики з боку численних американських читачів: зокрема газета «Нью-Йорк Таймс» у 2000 році опублікувала матеріал під назвою «Гаррі Поттер без певного присмаку». У статті зазначається, що версія видавництва «Scholastic» ставить під сумнів рівень освіченості американського читача і позбавляє його шансу познайомитися з особливостями британської англійської мови та її діалектних відмінностей. У подальших книжках серії видавництво «Scholastic» продовжувало коригувати орфографію певних слів відповідно до американських стандартів, але не робило ґрунтовніших змін у текстах.